# Coupru
Coupru es una comuna francesa, situada en el departamento de Aisne, de la región de Alta Francia.

## Demografía
| 137 | 124 | 100 | 98 | 123 | 144 | 163 | 159 |
| Para los censos de 1962 a 1999 la población legal corresponde a la población sin duplicidades (Fuente: INSEE [Consultar]) |     |     |    |     |     |     |     |